# الفريق (الكونغرس)
الفريق (بالإنجليزية: Squad)‏ هو اسمٌ غير رسميّ يُطلق على أربع نائبات انتُخبنَ عام 2018 لتمثيل مناطق مُختلفة في الكونغرس الأمريكي عنِ الحِزب الديمقراطي وهنّ ألكساندريا أوكاسيو-كورتيز عن ولاية يويورك وإلهان عمر عن ولاية مينيسوتا ثمّ أيانا بريسلي من ماساتشوستس ورشيدة طليب عن ولاية ميشيغان. عضوات الفريق شابات ويُعتبرنَ من بينِ الأقليات العرقية في الولايات المتحدة؛ وكانت أوكاسيو كورتيز وبريسلي قد فازتا في الانتخابات التمهيدية بينما فازت عُمر بالمقعد الذي كان يشغله في السابق النائب الديمقراطي كيث إليسون والذي تقاعد من مجلس النواب للترشح كنائبٍ عام لمينيسوتا فيما فازت طليب بالمقعد الذي كان يشغله عميد مجلس النواب جون كونيرز الذي استقال في كانون الأول/ديسمبر 2017 بعد ما يقرب من 53 عامًا في الكونغرس. يُقال إنّ المجموعة تُمثل «التنوع الديموغرافي لجيل سياسي أصغر سنًا» يتبنّى سياسات تقدمية تصطدمُ أحيانًا مع قادة من حزبهم أو من الحزب الجمهوري.

## التاريخ
حسبَ بريسلي؛ فقد التقت هي وكورتيز في السابق قبلَ أن يُصبحتَا عضوتين في الكونغرس؛ وكانت عضوات الفرقة قد أجرتيا مقابلات فردية عبرنَ فيها عن قناعاتهنّ ثمّ التقطا صورة جماعية نشرتها كورتيز على حسابها في موقع إنستغرام وذيّلتها بنصٍ أشارت فيهِ إلى كلمة «فريق» التي تُستعمل على نطاقٍ واسعٍ في الإنترنت. سبقَ وأن تُحدث حول الأعضاء الأربعة كمجموعة أو كفريق حتى قبل صياغة الاسم؛ فعلى سبيل المثال لا الحصر وصفتهنّ لورا إنغراهام من قناة فوكس نيوز بأنهنّ «فرسان أربعة» وذلك في نوفمبر 2018.
شاعَ الاسم وبدأت الشخصيات العامة في استخدام كلمة «سكواد» للإشارة إلى عضوات الكونغرس الأربعة حيثُ استخدمت كاتب العمود في صحيفة نيويورك تايمز مورين دود الكلمة ونفس الأمر فعلتهُ مستشارة البيت الأبيض كيليان كونواي. لقد استخدمت دود المصطلح في مقابلة مع رئيسة مجلس النواب نانسي بيلوسي التي انتقدت الأعضاء الأربعة في الفريق بشكل جماعي لكنها لم تُسمّيهنّ. هناكَ من استَخدم المصطلح بطريقة سلبيّة نوعًا ما فيما استُخدم من قِبل آخرين بطريقة إيجابيّة وذلك للتعبير عن تضامنهم معَ العضوات الأربع، كما فعلَ عددٌ من الديمقراطيين الذين اقتبسوا تغريدةً من بريسلي قالت فيها: «نحن أكثر من أربعة أشخاص... تضمُّ فرقتنا أي شخص ملتزم بخلق عالم أكثر إنصافًا وعدالة.»

### تغريدة ترامب
في 14 تمّوز/يوليو 2019؛ غرّدَ الرئيس الأمريكي دونالد ترامب على حسابهِ الشخصيّ بموقع تويتر قائلًا: «إن أربع مُشرّعات من اليسار يُعرفن في الكونغرس باسم «الفريق» ينبغي أن يعدن إلى الأماكن المنهارة الموبوءة بالجريمة التي أتينَ منها.» وكانَ ترامب قد لمّح في تغريدته إلى عضوات الكونغرس الأربعة وقد خصهّن بالذكر على اعتبارِ أنّ أصولهنّ تعودُ لمناطق ودول مُختلفة ما حدا بالكثير إلى اعتبارِ أنّ تغريدتهُ عنصريّة على الرغمِ من أنّ ثلاثة من أصل أربعة من «عضوات الفريق» هنّ من مواليد أمريكا فيما حصلت الرابعة وهي إلهان عمر على الجنسية الأمريكيّة في شبابها.

## العضوات
| العضو             | تاريخ الميلاد                             | المنطقة المُمثَّلة | الحزب            | التعليم                     |
| ----------------- | ----------------------------------------- | --------------- | ---------------- | --------------------------- |
| ألكساندريا كورتيز | 13 أكتوبر 1989 نيويورك، الولايات المتحدة  | نيويورك 14      | الحزب الديمقراطي | جامعة بوسطن                 |
| إلهان عمر         | 4 أكتوبر 1982 مقديشو، الصومال             | مينيسوتا 5      | الحزب الديمقراطي | جامعة ولاية داكوتا الشمالية |
| آيانا بريسلي      | 3 فبراير 1974 سينسيناتي، الولايات المتحدة | ماساتشوتش 7     | الحزب الديمقراطي | جامعة بوسطن                 |
| رشيدة طليب        | 24 يوليو 1976 ديترويت، الولايات المتحدة   | ميشيغان 13      | الحزب الديمقراطي | جامعة وين ستيت              |